# Noyelles-sur-Sambre
Noyelles-sur-Sambre és un municipi francès, situat a la regió dels Alts de França, al departament del Nord. L'any 2006 tenia 329 habitants. Es troba a 95 km de Lilla, a 110 km de Brussel·les, a 128 de Reims (Marne), a 46 km de Valenciennes i Mons (B), a 68 km de Charleroi (B), a 29 km de Fourmies, a 21 km de Maubeuge, a 13 km d'Avesnes-sur-Helpe i a 5 km de Maroilles.

## Demografia
| 1962                                       | 1968 | 1975 | 1982 | 1990 | 1999 |
| ------------------------------------------ | ---- | ---- | ---- | ---- | ---- |
| 314                                        | 335  | 385  | 371  | 351  | 335  |
| Des de 1962: població sense dobles comptes |      |      |      |      |      |

## Administració
| Període   | Identitat           | Partit        |
| --------- | ------------------- | ------------- |
| 1989-1995 | Marcel Daussy       |               |
| 1995-     | Jean-Pierre Monnier | Divers droite |